# سیارک ۵۴۱۷
سیارک ۵۴۱۷ (به انگلیسی: 5417 Solovaya، نامگذاری:1981QT) پنج هزار و چهارصد و هفدهمین سیارک کشف شده‌است که در ۲۴ اوت ۱۹۸۱ کشف شد.
قدر مطلق سیارک برابر ۱۳٫۵۰ است.